# Gil Young-ah
Gil Young-ah (koreanisch 길영아; * 11. April 1970 in Ansan) ist eine ehemalige Badmintonspielerin aus Südkorea.

## Karriere
Bei den Weltmeisterschaften 1991 gewann Gil Young-ah zusammen mit ihrer Partnerin Shim Eun-jung die Bronzemedaille im Doppel. Bei den Olympischen Sommerspielen 1992 in Barcelona konnten die beiden ihre Leistung wiederholen und gewannen ebenfalls Bronze. Gil wechselte die Partnerin, startete zusammen mit Chung So-young bei den Weltmeisterschaften 1993 und gewann erneut Bronze. Nach einem erneuten Partnerwechsel startete Gil Young-ah zusammen mit Jang Hye-ock bei den Weltmeisterschaften 1995 und erreichte diesmal das Finale im Doppel. In diesem siegten die beiden und gewannen damit die Goldmedaille. Bei den Olympischen Sommerspielen 1996 in Atlanta nahmen Gil und Jang am Doppel-Turnier teil und gewannen Silber, nachdem sie im Finale den Chinesinnen Gu Jun und Ge Fei unterlagen. Im erstmals ausgetragenen Mixed-Turnier startete Gil mit Park Joo-bong und gewann die Goldmedaille.

## Sportliche Erfolge
| Saison | Veranstaltung       | Disziplin   | Platz | Name                           |
| ------ | ------------------- | ----------- | ----- | ------------------------------ |
| 1989   | Weltmeisterschaft   | Damendoppel | 9     | Gil Young-ah / Kim Ho-ja       |
| 1991   | Hongkong Open       | Mixed       | 2     | Shon Jin-Hwan / Gil Young-ah   |
| 1991   | Thailand Open       | Damendoppel | 1     | Hwang Hye-young / Gil Young-ah |
| 1991   | Hongkong Open       | Damendoppel | 1     | Hwang Hye-young / Gil Young-ah |
| 1992   | Olympia             | Damendoppel | 3     | Gil Young-ah / Shim Eun-yung   |
| 1992   | Chinese Taipei Open | Damendoppel | 1     | Gil Young-ah / Shim Eun-jung   |
| 1993   | Swedish Open        | Damendoppel | 1     | Chung So-young / Gil Young-ah  |
| 1993   | Weltmeisterschaft   | Damendoppel | 3     | Chung So-young / Gil Young-ah  |
| 1993   | All England         | Damendoppel | 1     | Chung So-young / Gil Young-ah  |
| 1993   | US Open             | Damendoppel | 1     | Gil Young-ah / Chung So-young  |
| 1993   | Korea Open          | Damendoppel | 1     | Chung So-young / Gil Young-ah  |
| 1993   | Japan Open          | Damendoppel | 1     | Chung So-young / Gil Young-ah  |
| 1994   | Asienspiele         | Damendoppel | 2     | Chung So-Young / Gil Young-ah  |
| 1994   | Japan Open          | Damendoppel | 1     | Chung So-young / Gil Young-ah  |
| 1994   | Korea Open          | Damendoppel | 1     | Chung So-young / Gil Young-ah  |
| 1994   | Swedish Open        | Damendoppel | 1     | Chung So-young / Gil Young-ah  |
| 1994   | All England         | Damendoppel | 1     | Chung So-young / Gil Young-ah  |
| 1995   | Weltmeisterschaft   | Damendoppel | 1     | Gil Young-ah / Jang Hye-ock    |
| 1995   | China Open          | Damendoppel | 2     | Gil Young-ah / Jang Hye-ock    |
| 1995   | All England         | Damendoppel | 1     | Gil Young-ah / Jang Hye-ock    |
| 1995   | Korea Open          | Damendoppel | 1     | Gil Young-ah / Jang Hye-ock    |
| 1995   | Canadian Open       | Damendoppel | 1     | Gil Young-ah / Tang Yongshu    |
| 1995   | Thailand Open       | Damendoppel | 1     | Gil Young-ah / Jang Hye-ock    |
| 1995   | US Open             | Damendoppel | 1     | Gil Young-ah / Jang Hye-ock    |
| 1995   | Canadian Open       | Mixed       | 1     | Kim Dong-moon / Gil Young-ah   |
| 1995   | US Open             | Mixed       | 1     | Kim Dong-moon / Gil Young-ah   |
| 1995   | Malaysia Open       | Mixed       | 1     | Kim Dong-moon / Gil Young-ah   |
| 1996   | Japan Open          | Mixed       | 2     | Kim Dong-moon / Gil Young-ah   |
| 1996   | Japan Open          | Damendoppel | 1     | Gil Young-ah / Jang Hye-ock    |
| 1996   | Olympia             | Mixed       | 1     | Kim Dong-moon / Gil Young-ah   |
| 1996   | Olympia             | Damendoppel | 2     | Gil Young-ah / Jang Hye-ock    |
| 1996   | Korea Open          | Damendoppel | 1     | Gil Young-ah / Jang Hye-ock    |
| 1997   | Thailand Open       | Mixed       | 3     | Yoo Yung-sung / Gil Young-ah   |